# Howard Scott
Pour les articles homonymes, voir Scott.
Howard Scott (1er avril 1890 – 1er janvier 1970) est connu pour avoir créé le mouvement technocratique.

## Howard Scott et Technocracy Inc.
À la fin de la Première Guerre mondiale, Howard Scott avec d'autres scientifiques et ingénieurs (Walter Rautenstrauch) fonde le Technical Alliance qui a comme but d'examiner les processus économiques et sociaux en Amérique du Nord. Pour ce faire, le groupe entama une enquête (Energy Survey of North America). Ceci fait, Howard Scott a constaté qu'il y avait des inefficacités répandues dans ces processus.
Howard Scott et le groupe employèrent leurs résultats et conclusions pour formuler une solution désignée sous le nom de technocratie. Scott dissout alors l'association et devint le premier directeur en chef de Technocracy Inc. en 1933. Il tint cette position jusqu'à sa mort.